# Krokodil Dundee Los Angelesben
A Krokodil Dundee Los Angelesben (eredeti címe: Crocodile Dundee in Los Angeles) 2001-es ausztrál akcióvígjáték, amelyet Simon Wincer rendezett. A produkció főszerepében Paul Hogan, Linda Kozlowski, Jere Burns és Jonathan Banks. 2001. április 12-én játszották először Ausztráliában. A magyar bemutató dátumáról nincs elérhető információ. A produkció nem aratott nagy sikert, a 22. Arany Málna-gálán a legrosszabb folytatás kategóriában jelölték díjra.
A film a Krokodil Dundee-filmsorozat harmadik része. Első részét 1986-ban mutatták be Krokodil Dundee címmel. 2020-ban egy utolsó részt is készítettek Krokodil Dundee öröksége címmel.

## Cselekmény
Mick "Krokodil" Dundee és Sue Charlton Ausztráliában élnek közös gyermekükkel, Mikey-val. Az ausztrál állam betiltotta a krokodilvadászatot, ezért Mick látszatvadászatot szervez a turistáknak, riválisa Jacko pedig szintén így tesz. Egy nap Sue-nak lehetősége nyílik, hogy Los Angelesbe utazzon, mert apja egyik újságírója balesetet szenvedett az egyik filmforgatáson. 
A család Los Angelesbe költözik, de gyilkosságra kezdenek gyanakodni. Hogy nyomokat találjon, Mick állatgondozónak jelentkezik a filmstúdióba, és a kulisszák mögött festményeket talál, amikről fotókat készít. A nyomozásba bevonják Mick riválisát, Jackót, aki addig Mikey-ra figyel. Mick megmutatja a képeket egy múzeumi alkalmazottnak, amelyek között Rembrandt és Vincent van Gogh művei is vannak. A múzeum szerint hamisítványok lehetnek, mert ezek a művek a koszovói háború alatt megsemmisültek Belgrádban. Mick arra gyanakszik, hogy a festményeket időben megmentették, és most az Egyesült Államokba csempészik őket. 
Aznap este Mick Sue és Jacko segítségével betör a filmstúdióba, de észreveszik őket. Mikor fegyvert fognak rájuk, Mick a filmstúdiók dzsungelébe csalja a csempészeket. Ott szabadon engedi az általa idomított oroszlánokat, és közli a bűnözőkkel, hogy egyetlen esélyük, ha az üres oroszlánketrecbe menekülnek. Amikor ezt megteszik, sikerül elfognia őket. A képekről kiderül, hogy valódiak, és értéküket 300 millió dollárra becsülik. Végül Sue és Mick összeházasodnak az ausztrál vadonban. Mick és Jacko minden további nélkül újabb krokodilvadászatra indulnak.

## Szereplők
| Szerep                    | Színész            | Magyar hangja    |
| ------------------------- | ------------------ | ---------------- |
| Michael "Krokodil" Dundee | Paul Hogan         | Reviczky Gábor   |
| Sue Charlton              | Linda Kozlowski    | Frajt Edit       |
| Mikey Dundee              | Serge Cockburn     | Morvay Gábor     |
| Arnan Rothman             | Jere Burns         | Fazekas István   |
| Milos Drubnik             | Jonathan Banks     | Cs. Németh Lajos |
| Jacko                     | Alec Wilson        | Faragó András    |
| Donk                      | Steve Rackman      | Szinovál Gyula   |
| Nugget O'Cass             | Gerry Skilton      | Breyer Zoltán    |
| Jean Ferraro              | Aida Turturro      | n.a              |
| Diego                     | Paul Rodriguez     | Kapácsy Miklós   |
| Miss Mathis               | Kaitlin Hopkins    | n.a              |
| amerikai hölgy            | Betty Bobbitt      | Némedi Mari      |
| Arthur                    | David Ngoombujarra | Szinovál Gyula   |
| Hal Fishman               | Hal Fishman        | Kardos Gábor     |
| Mike Tyson                | Mike Tyson         | Papucsek Vilmos  |

## Fogadtatás

### Kritikai visszhang
A film gyengén szerepelt a kritikusok körében. A Rotten Tomatoeson 11%-os minősítést ért el 82 értékelés alapján, az összefoglaló szerint: „A Krokodil Dundee Los Angelesben ugyanolyan felesleges, mint amennyire megkésett folytatás, amelyből gyakorlatilag hiányzik az a könnyed humor és báj, amely az eredeti film rajongóit elkápráztatta.” Mike Clark a USA Todaytől azt írta: „Amikor a filmek már odáig lealacsonyodtak, hogy Tyson többet játszik, mint Quentin Tarantino rendez, talán itt az ideje az iparág leállításának, akár sztrájkszerűen, akár más módon.” Pam Sitt a Seattle Timestól azt írta: „Dundee új, elcsúszott, hollywoodi változata miatt azt kívánjuk, bárcsak otthon maradt volna. Vagy talán mi maradtunk volna otthon.” Curtis Morgan a Miami Heraldtól azt írta: „A harmadik alkalom messze nem varázslatos, de ez egy marginális családi film, főleg azoknak, akik nem várnak mást, mint a felmelegített Dundee I és II.”
A MetaCritic 37 pontot adott a 100-ból 23 vélemény alapján. Roger Ebert azt írta: „Lehet, hogy nem zseniális, de kit vennének inkább példaképül a gyerekeik: Crocodile Dundee-t, David Spade-et vagy Tom Greent?” Lisa Schwarzbaum az Entertainment Weeklytől azt írta: „A poénok olyan fáradtak, ahogyan Hogan kinéz.” Michael O'Sullivan a Washington Posttól azt írta: „Az okoskodó hüllővadász történetének legújabb, teljesen felesleges fejezete semmit sem fog hozzátenni a Subaru reklámarcának egyre romló hírnevéhez.”

### Bevétel adatai
A Box Office Mojo szerint a film 39,4 millió dolláros bevételt ért el, a költségvetésről nincs információ.

## Fontosabb díjak és jelölések
| Esemény                     | Díj                | Kategória                                                  | Eredmény |
| --------------------------- | ------------------ | ---------------------------------------------------------- | -------- |
| 22. Arany Málna-gála        | Arany Málna díj    | Legrosszabb előzményfilm, remake, koppintás vagy folytatás | Jelölve  |
| 2001-es Young Artist Awards | Young Artist Award | Legjobb mellékszereplő színész – Serge Cockburn            | Jelölve  |